# Juan Blanco
Pour les articles homonymes, voir Blanco.
Cet article possède un paronyme, voir Juan Branco.
Juan Blanco est un compositeur et avocat cubain, né le 29 juin 1919 à Mariel et mort le 5 novembre 2008 à La Havane.

## Biographie
Durant son enfance, Juan Blanco joue de la musique populaire dans un groupe de quartier. Il est l'élève de José Ardévol durant ses études au conservatoire municipal de La Havane. Il intègre également la faculté de droit de l'université de La Havane. En 1942, Blanco fait breveter un concept d'instrument à clavier. Son multiórgano est un précurseur du mellotron. Blanco en a dessiné les plans, mais il n'a jamais été fabriqué,.
Les premières compositions de Juan Blanco sont influencées par le courant nationaliste. Il est notamment marqué par la musique d'Amadeo Roldán, qui mêle les instruments Afro-Cubains traditionnels et ceux de l'orchestre symphonique. Blanco fonde la Sociedad Amadeo Roldán pour promouvoir une musique contemporaine puisant dans le folklore cubain. Pour inclure les écrivains et autres artistes dans son mouvement, il le rebaptise Sociedad Cultural Nuestro Tiempo. Après le coup d'État de Fulgencio Batista, le mouvement opère dans la clandestinité. Durant cette période, Juan Blanco compose notamment Elegia (1953) et Divertimento para Orquesta de Cuerdas (1958). Le compositeur travaille dans un grand cabinet d'avocats. Il a pour spécialité le droit fiscal et représente des entreprises multinationales.
Blanco est le premier compositeur cubain à pratiquer la musique électroacoustique, la musique spatiale (en) et la musique aléatoire. Dans les années 1960, il compose des pièces pour bande, dont Música para danza, créée en utilisant trois magnétophones et un oscillateur, Estudios I y II ou encore Ensamble V. En 1964, il organise le premier concert consacré à la musique électroacoustique donné à Cuba,.
Durant les années 1970, il cherche à enseigner la musique électroacoustique, mais l'Instituto Superior de Arte (ISA) ne donne pas suite à ses propositions. En 1979 il est nommé à la tête d'un studio de l'ICAP, ce qui lui permet de soutenir de jeunes artistes intéressés par la musique électronique, comme Edesio Alejandro (en) et Juan Piñera (en),. En 1981, il lance à Varadero le festival international Primavera.